# Skála (Atalántis)
Skála (en grec moderne : Σκάλα) est un village côtier du district régional de Phthiotide, en Grèce-Centrale. Selon le recensement de 2011, sa population était de 178 habitants.